# Марков, Михаил Михайлович
Михаил Михайлович Марков (1881—1938) — священник Русской православной церкви, священномученик, скончался в заключении.

## Биография
Родился 4 (16) ноября 1881 года в селе Горетово Можайского уезда Московской губернии.

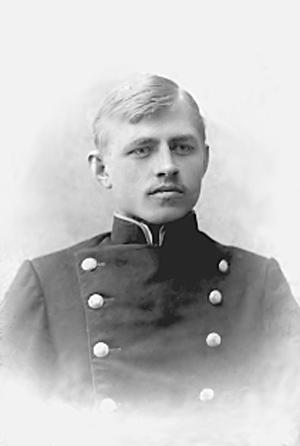
Михаил Марков до рукоположения, ок. 1908

В 1909 году был рукоположен во иерея и получил место недавно скончавшегося отца, став священником Троицкой церкви села Горетово, где и служил до ареста. Арестован в марте 1933 года и по статье 58–10 УК РСФСР приговорён к трём годам концлагерей, но заключение заменили ссылкой в Казахстан на тот же срок.
По отбытии ссылки вернулся в село Горетово, Троицкий храм которого к тому времени был закрыт. Получив 25 апреля 1937 года назначение, служил в Преображенской церкви села Горячкино Можайского района Московской области.
29 ноября 1937 года был арестован по обычному для того времени обвинению в контрреволюционной деятельности.
7 декабря 1937 года по обвинению в контрреволюционной деятельности и антисоветской агитации приговорён тройкой при УНКВД СССР по Московской области к 10 годам исправительно-трудовых лагерей (ИТЛ).
Скончался в заключении 16 июня 1938 года в городе Мариинске Кемеровской области, погребён в безвестной могиле.

## Канонизация и почитание
Михаил Горетовский (Марков) канонизирован определением Священного синода Русской православной церкви Русской православной церкви от 18 августа 2004 года по представлению Московской епархии. Память совершается в Собор новомучеников и исповедников Российских и 3 (16) июня (в день мученической кончины).